# Pseudocellus relictus
Espèce
Synonymes
- Cryptocellus relictus Chamberlin & Ivie, 1938

Pseudocellus relictus est une espèce de ricinules de la famille des Ricinoididae.

## Distribution
Cette espèce est endémique du Panama. Elle se rencontre vers l'île Barro Colorado.

## Description
La femelle mesure 3,6 mm.

## Publication originale
- Chamberlin & Ivie, 1938 : Arachnida of the orders Pedipalpida, Scorpionida and Ricinulida. Fauna of the caves of Yucatan, Carnegie Institution of Washington Publication, no 491, p. 101-107.